# アニェス・ド・ダンピエール
アニェス・ド・ダンピエール（フランス語：Agnès de Dampierre, 1237年 - 1288年9月7日）またはアニェス・ド・ブルボン（Agnès de Bourbon）は、ブルボン女領主（在位：1262年 - 1288年）。

## 生涯
アニェスはブルボン領主アルシャンボー9世・ド・ダンピエールとヌヴェール女伯ヨランド1世の娘である。ブルゴーニュ公ユーグ4世の息子ジャンと結婚した。一人娘のベアトリスは1272年にクレルモン伯ロベールと結婚し、2人の長男ルイ1世は初代ブルボン公となった。
1277年にアニェスはアルトワ伯ロベール2世と再婚した。